# Transferfunktionsmodell
Unter einem Transferfunktionsmodell wird in der Zeitreihenanalyse ein univariates Zeitreihenmodell verstanden, bei dem die Zielvariable {\displaystyle Y_{t}} außer von sich selbst und einer unbeobachtbaren Schockvariablen {\displaystyle Z_{t}} von weiteren beobachtbaren Variablen {\displaystyle X_{m}t} dynamisch abhängig sein kann. Im Gegensatz zu Vektorprozessen finden nur ein Einfluss der {\displaystyle X_{m}t} auf {\displaystyle Y_{t}} statt und nicht umgekehrt. Ein solches Modell kann auch als univariates dynamisches Modell mit Inputvariablen angesehen werden. Formal lässt sich folgende Darstellung wählen:
{\displaystyle Y_{t}=\nu (L)X_{t}+{\frac {\Theta (L)}{\Phi (L)}}Z_{t}}
Dabei ist {\displaystyle X_{t}} die Inputvariable. Im Gegensatz zum Interventionsmodell kann diese Inputvariable mehr Ausprägungen haben als die Indikatorfunktion (nur 0 und 1). {\displaystyle Y_{t}} kann dabei als Outputvariable bezeichnet werden. {\displaystyle Y_{t}=\nu (L)} wird als Transferfunktion bezeichnet. Diese Funktion ist in ihrer Wirkung auf die Zeitreihe mit der Impuls-Antwort-Funktion des Interventionsmodells vergleichbar. Das Transferfunktionsmodell ist stabil, wenn die Impuls-Antwort-Gewichte absolut summierbar sind. Somit würde ein beschränkter Input auch einen beschränkten Output erzeugen. Das Modell heißt kausal, wenn {\displaystyle Y_{t}} keine vorlaufende Funktion von {\displaystyle X_{t}} ist. X ist bezüglich Y exogen, und es gibt keine Feedback-Beziehung von Y zu X.
Zur Identifikation des Modells wird auf das Instrument der Kreuzkorrelationsfunktion zurückgegriffen. Diese Funktion ist im Gegensatz zur Autokorrelationsfunktion nicht symmetrisch um l. Die Beziehung zwischen der Kreuzkorrelations- und der Transferfunktion ist recht kompliziert:
{\displaystyle \rho (l)={\frac {\sigma _{X}}{\sigma _{Y}}}[\nu _{0}\rho _{X}(l)+\nu _{1}\rho _{X}(l-1)+\nu _{2}\rho _{X}(l-2)+...]}.
Das hier zu lösende simultane Gleichungssystem ist recht kompliziert. Einfacher hätte man es, wenn folgender Zusammenhang herstellbar wäre:
{\displaystyle \nu ={\frac {\sigma _{Y}}{\sigma _{X}}}\rho _{XY}(l)}.
Damit wäre {\displaystyle \nu _{l}} proportional zum Kreuzkorrelationskoeffizienten {\displaystyle \rho _{XY}(l)}. Dieses kann erreicht werden, in dem man den Input so transformiert, dass dieser weißes Rauschen wird. Bei der als „Vorweißen“ genannten Transformation wird davon ausgegangen, dass die Inputreihe {\displaystyle X_{t}} als ARMA-Prozess aufgefasst wird:
{\displaystyle \Phi _{Y}(L)X_{t}=\Theta _{X}(L)\alpha _{t}}. Nach umformen ergibt sich die vorgeweißte Inputreihe:
{\displaystyle \alpha _{t}={\frac {\Phi _{X}(L)}{\Theta _{X}(L)}}X_{t}}
Nun muss noch dieselbe Transformation auf die Outputvariable {\displaystyle Y_{t}} angewandt werden:
{\displaystyle \beta _{t}={\frac {\Phi _{X}(L)}{\Theta _{X}(L)}}Y_{t}}.
Das ursprüngliche Transferfunktionsmodell lässt sich nun als:
{\displaystyle \beta _{t}=\nu (L)\alpha _{t}+\varepsilon _{t}} auffassen. {\displaystyle \alpha _{t}} ist dabei weißes Rauschen. {\displaystyle \beta _{t}} und {\displaystyle \varepsilon _{t}} sind in der Regel kein weißes Rauschen. Für den Kreuzkorrelationskoeffizienten der transformierten Zeitreihe erhält man:
{\displaystyle \nu ={\frac {\sigma _{\beta }}{\sigma _{\alpha }}}\rho _{\alpha \beta }(l)}.
Mit diesem Ergebnis kann die Schätzung wie im ARMA-Modell erfolgen.